# Zacco
Zacco es un género de peces de la familia Cyprinidae y de la orden de los Cypriniformes. 
Su distribución comprende cuerpos de agua dulce de China y Vietnam. 
Su alimentación está basada en el plancton. 
Su cuerpo es alargado, comprimido en los lados, con un perfil hidrodinámico, presentando una longitud entre 16 cm y 30 cm. La aleta caudal es bilobulada y el color característico del género es gris oliva con reflejos plateados.

## Especies[1]
- Zacco chengtui (Sh. Kimura, 1934)
- Zacco platypus (Temminck & Schlegel, 1846)
- Zacco taliensis (Regan, 1907)